# Подъяпольский, Григорий Сергеевич
Григо́рий Серге́евич Подъяпо́льский (22 октября 1926, Ташкент — ночь с 8 на 9 марта 1976, Саратов) — геофизик-математик, деятель диссидентского движения в СССР, поэт.

## Семья
- Прапрадед по отцовской линии — Подъяпольский Пётр Сидорович — (1781—1857), — ротмистр кавалерии, Герой Отечественной войны 1812 года
- Дед по отцовской линии — Пётр Павлович Подъяпольский (1863—1930), врач — психиатр и гипнолог, профессор Саратовского университета.
- Бабушка по отцовской линии — Варвара Андреевна Шмидт (1865 — 21.01.1939)
- Дед по материнской линии — Григорий Фёдорович Ярцев (1858-1918), лесничий, архитектор, художник-пейзажист, член кадетской партии.
- Отец — Сергей Петрович (1895—1965), агроном-селекционер.
- Мать — Анна Григорьевна Ярцева, химик-органик, кандидат химических наук. В молодости, как и отец, состояла в кадетской партии.
- Жена — Мария Гавриловна Петренко-Подъяпольская (1922-2011[2]), геолог, участница правозащитного движения.

По словам поэта и переводчика Юрия Айхенвальда, «то была коренная русская интеллигентная семья, в родословной которой были и разночинцы, и купцы, и дворяне, семья нечиновная и оппозиционная по отношению к самодержавию. После революции эта семья как бы ушла в себя. В своих „Записках“ (своего рода аналитических воспоминаниях о времени и современниках) Григорий Подъяпольский называет мироощущение и своей семьи, и других таких же „катакомбной“ психологией».

## Образование и научная деятельность
Окончил Московский институт нефтехимической и газовой промышленности им. Губкина (1949). Работал инженером-геофизиком в экспедициях в Сибири и Средней Азии. В 1953—1970 — научный сотрудник Института физики Земли АН СССР. Кандидат наук. Публиковал свои научные работы в советской и зарубежной печати. Геофизик по профессии, он занимался теорией сейсмических волн при взрывах, землетрясениях и цунами. Правозащитная деятельность привела к тому, что сначала его не допустили к защите докторской диссертации, а затем уволили из академического института.

## Правозащитник
В правозащитном движении участвовал с 1965, с этого же времени и до кончины был среди подписантов коллективных протестов против агрессивной внешней политики СССР, политических преследований, в защиту прав человека. В частности, 20 августа 1969 г. совместно с другими гражданами СССР, осудил вторжение войск Варшавского договора в Чехословакию; их заявление начиналось словами

21 августа прошлого года произошло трагическое
событие: войска стран Варшавского пакта вторглись в
дружественную Чехословакию.

С 1969 — один из основателей Инициативной группы по защите прав человека в СССР (первой правозащитной ассоциации в СССР). С октября 1972 — член Комитета прав человека в СССР. Вместе с А. Д. Сахаровым и И. Р. Шафаревичем был соавтором большинства принятых Комитетом документов. В 1974 выступил одним из инициаторов ежегодного проведения Дня политзаключенного в СССР (30 октября). Сыграл значительную роль в становлении правозащитного сообщества. Неоднократно подвергался внесудебным преследованиям — обыскам, увольнению с работы, временному помещению в психиатрическую больницу и др.
По словам А. Д. Сахарова, «он был удивительным человеком, обладающим безупречной внутренней честностью, добротой, терпимостью к людям, к их разнообразным мнениям, позициям и ошибкам, и в то же время человеком научного, бескомпромиссного и творческого мышления, человеком, умеющим проявить твердость, мужество и принципиальность в самых трудных ситуациях».
Юрий Айхенвальд писал, что Подъяпольский «был русским интеллигентом, то есть человеком, живо и творчески заинтересованным проблемами науки, общественности, философии и, конечно, этики. Но все это в нем было не повторением, а продолжением традиции — я говорю о традициях той части русской интеллигенции, которая сперва была душой гуманистических по замыслу социальных перемен, а потом стала их жертвой».
В марте 1976 во время XXV съезда КПСС его, как и многих других «неблагонадёжных», удалили (выслали) из Москвы, отправив в командировку в Саратов. Там он скончался от кровоизлияния в мозг. Похоронен в Москве.

## Творчество
С 1960-х годов публиковал свои стихи в самиздате, в 1974 опубликовал в Германии сборник стихов «Золотой век». В зрелые годы стал писать и прозу.

## Атеистическая деятельность
В 1974—1976 годах в серии писем священник РПЦ С. А. Желудков и астрофизик-диссидент К. А. Любарский вели дискуссию, посвящённую вопросам религии и атеизма. Дискуссия приобрела заметную известность и была издана в виде книги. Кроме Желудкова, в дискуссии также принимали участие ещё несколько верующих. Со стороны атеистов, кроме Любарского, участие принял только Подъяпольский.

## Труды
- Золотой век: Верлибры. Франкфурт-на-Майне: Посев, 1974. — 172 с.
- О времени и о себе. Франкфурт-на-Майне: Посев, 1978. — 213 с.
- «Золотому веку не бывать…»: Фрагменты автобиографии. Публицистика. Политические заявления. Стихи; Воспоминания современников о Григории Подъяпольском / Сост.: М. Петренко-Подъяпольская, А. Подъяпольская-Дымкина. — М.: О-во «Мемориал», Изд-во «Звенья», 2003. — 472 с. — ISBN 5-7870-0073-0.